# Selim I Giray
Selim I Giray (tiếng Tatar Krym: I Selim Geray, tiếng Thổ Nhĩ Kỳ: 1. Selim Giray) là một Hãn vương xứ Krym (1631 – 1704), chư hầu của Đế quốc Ottoman (Thổ Nhĩ Kỳ). Ông trị vì đến bốn lần, trong khoảng thời gian 1671 – 1704.

## Thân thế
Các Hãn vương xứ Krym là hậu duệ trực tiếp của vị vua Mổng Cổ danh tiếng - Thành Cát Tư Hãn. Sau khi Thành Cát Tư Hãn qua đời (1227), đế quốc Mông Cổ bị chia cắt, phần đất Mông Cổ ở Đông Âu và Tây Bắc Á trở thành Kim Trướng Hãn quốc. Các Hãn vương Kim Trướng theo đạo Hồi. Vùng đất này, cũng được gọi là Desht-i Qipchaq, là quê hương của người Thổ Kypchak và Hãn quốc đã được Thổ Nhĩ Kỳ hóa. Vào đầu thế kỷ 15, Kim Trướng Hãn quốc còn bị chia cắt thêm. Một trong những phần đất của Hãn quốc trở thành Hãn quốc Krym quanh bán đảo Krym (nay là Ukraina) vào năm 1441. Giray là tên gọi của Vương triều trị vì xứ Krym. Tuy nhiên, sau khi bị chia cắt, những phần đất của Kim Trướng Hãn quốc không còn là những thế lực lớn trên vùng thảo nguyên Đông Âu nữa: vào năm 1478, Hãn quốc Krym trở thành một chư hầu của Đế quốc Ottoman người Thổ Nhĩ Kỳ. Là một chư hầu Hồi giáo lớn của Đế quốc, Hãn quốc Krym được "Thiên tử" triều Ottoman ban cho đặc quyền.

## Trị vì lần thứ nhất (1671–1678)
Vào năm 1671, Selim I lên ngôi vua, trở thành Hãn vương thứ 25 của xứ Krym. Bước sang năm sau (1672), ông gia nhập Quân đội Ottoman trong cuộc chiến tranh Ba Lan-Ottoman (1672–1676), và thành công trong việc chinh phạt Bar, Ukraina (một phần của Liên bang Ba Lan-Litva thời đó). Tuy nhiên, ông và quân sĩ bị đánh bại trong cuộc vây hãm Chyhyryn  (miền trung Ukraina ngày nay) vào năm 1677. Ông bị truất phế.

## Trị vì lần thứ hai (1684–1691)
Trong cuộc Đại chiến Thổ Nhĩ Kỳ, cả Murat Giray, vua kế tục Selim I và vua Hacı Giray đều bị hạ bệ. Selim I trở lại làm Hãn vương xứ Krym. trong triều đại thứ hai của mình, Selim I xua quân đập tan tác quân Áo tại xứ Bulgaria và quân Nga tại xứ Ukraina. Tuy nhiên, sau khi Hoàng đế nhà Ottoman bổ nhiệm Köprülü Mustafa Pasha làm Đại Vizia, sự bất đồng quan điểm giữa hai người (và có lẽ là đố kỵ) đã khiến cho Selim I thoái ngôi Hãn vương. Tin tức về cái chết của con trai ông trong chiến tranh có lẽ là một lý do khác khiến ông quyết định từ chức.

## Trị vì lần thứ ba (1692–1699)
Sau khi thoái vị, cựu vương Selim I đi hành hương. Trong thời gian đó, một sự cố lớn diễn ra với triều đình Ottoman: quân Áo đánh tan quân Ottoman trong trận chiến Köprülü (1691), quan Đại Vizia Mustafa Pasha tử trận. Trên đường về quê nhà, vào năm 1692, tại kinh đô Constantinopolis, ông lại được tấn phong làm Hãn vương. Trong triều đại thứ ba, ông tiếp tục xua quân đánh quân Nga của Nga hoàng Pyotr I. Cuộc chiến tranh Nga-Áo-Thổ kết thúc với Hiệp ước Karlowitz (1699) và Hiệp ước Constantinopolis (1700). Sau khi Hiệp ước Karlowitz được ký kết, Selim lại về hưu. Cựu vương sinh sống tại một nông trại ở Silivri (vùng ngoại ô thành phố İstanbul ngày nay).

## Trị vì lần thứ tư (1702–1704)
Rồi cựu vương Selim I Giray cũng ra làm vương lần thứ tư. Trong triều đại cuối cùng của ông, Selim đưa Hãn quốc Krym - vốn đã lâm vào tình cảnh loạn lạc - ổn định lại tình hình. Ông qua đời tại Bahçesaray, Hãn quốc Krym và được chôn cất trong ngôi mộ tại một ngôi Thánh đường được đặt theo tên của ông. (22 tháng 4 năm 1704)

## Đời tư
Selim I là một vị vua - chiến binh tài ba. Dù vậy, ông cũng là một nhà thơ và nhạc sĩ đáng khen. Ông đã viết tập thơ zafername ("Tuyển tập những chiến thắng") nói về những trận thắng của ông trước quân Nga tại Perekop. Trong thời gian sinh sống tại kinh đô Constantinopolis của Thổ, ông ủng hộ những nhạc sĩ như Hafız Post (1630–1694).